# Szakpak (obwód żambylski)
Szakpak (kaz. Шақпақ; ros. Шакпак) – osiedle przy stacji kolejowej w Kazachstanie,  w obwodzie żambylskim, w rejonie Żuały. W 2021 roku liczyło 88 mieszkańców.
W okresie radzieckim miejscowość funkcjonowała także pod nazwą Czokpak (ros. Чокпак). W latach 1941–1942 była miejscem formowania jednostek Polskich Sił Zbrojnych w ZSRR: 8 Dywizji Piechoty, 20 pułku piechoty, 24 pułku piechoty i 8 pułku artylerii ciężkiej. Na cmentarzu w Szakpaku pochowano 206 polskich żołnierzy.